# 文茨皮尔斯
文茨皮尔斯是位于拉脱维亚西北部波罗的海沿岸的一座城市，它得名于穿越该市的文塔河，人口33,372人（2021年）。
文茨皮尔斯机场是该国重要机场之一。

## 地理

### 气候
文茨皮尔斯紧邻波罗的海，属于温带海洋性气候，夏季温和湿润，气温很少超过30 °C（86 °F）。2月平均气温为−1.1 °C（30.0 °F），8月平均气温为17.8 °C（64.0 °F），年降水量为692.9 mm（27.28英寸）。
2014年8月4日文茨皮尔斯出現37.8 °C（100.0 °F）的溫度，打破拉脫維亞有史以來全國高溫。